# Verndale
Verndale és una població dels Estats Units a l'estat de Minnesota. Segons el cens del 2000 tenia 575 habitants.

## Demografia
Segons el cens del 2000, Verndale tenia 575 habitants, 234 habitatges, i 157 famílies. La densitat de població era de 226,5 habitants per km².
Dels 234 habitatges en un 33,3% hi vivien nens de menys de 18 anys, en un 50% hi vivien parelles casades, en un 12% dones solteres, i en un 32,5% no eren unitats familiars. En el 27,8% dels habitatges hi vivien persones soles el 14,5% de les quals corresponia a persones de 65 anys o més que vivien soles. El nombre mitjà de persones vivint en cada habitatge era de 2,46 i el nombre mitjà de persones que vivien en cada família era de 2,95.
Per edats la població es repartia de la següent manera: un 28,9% tenia menys de 18 anys, un 7,8% entre 18 i 24, un 28,2% entre 25 i 44, un 15,7% de 45 a 60 i un 19,5% 65 anys o més.
L'edat mediana era de 36 anys. Per cada 100 dones de 18 o més anys hi havia 92 homes.
La renda mediana per habitatge era de 26.000 $ i la renda mediana per família de 30.938 $. Els homes tenien una renda mediana de 24.306 $ mentre que les dones 21.058 $. La renda per capita de la població era de 12.448 $. Entorn del 10,4% de les famílies i l'11,8% de la població estaven per davall del llindar de pobresa.

## Poblacions més properes
El següent diagrama mostra les poblacions més properes.